# راؤول فياريال
راؤول فياريال (بالإسبانية: Raúl Villarreal)‏ (29 أكتوبر 1909 – القرن العشرين) هو ملاكم أرجنتيني راحل، مثّل بلاده في الألعاب الأولمبية الصيفية 1936.

## روابط خارجية
راؤول فياريال على موقع بوكس ريك (الإنجليزية) (registration required)
- راؤول فياريال على موقع أوليمبيديا (الإنجليزية)